# GWD Minden
GWD Minden is een handbalclub uit de Kreisstadt Minden in de Duitse deelstaat Noordrijn-Westfalen. 
De handbalclub is ontstaan binnen de Turn- und Sportverein Grün-Weiß Dankersen-Minden e. V. opgericht op 31 mei 1924 in Dankersen, een stadsdeel van Minden. De handbalafdeling van Grün-Weiß Dankersen (GWD) stamt uit 1928. De club kende zijn gloriejaren met een kampioenstitel op het veld in 1967, 1970 en 1971 en in de hal in 1971 en 1977. Bekerhouder was de club in 1975, 1976 en 1979. Europees bekerkampioen was het team in 1968, 1969 en 1970. Daarna volgde een periode met viermaal afdalen naar de 2. Bundesliga en terugpromoveren naar de 1. Handball-Bundesliga der Männer. Sinds 2016/17 speelt het team weer in de eerste liga.
In het seizoen 2019/20 werd de club geconfronteerd met de sluiting van het thuisstadion, de Kampa-Halle.  Deze multisporthal met plaats voor meer dan 4.000 toeschouwers werd op 31 december 2019 definitief gesloten wegens onoverkomelijke constructie- en brandveiligheidsproblemen. De club speelt het seizoen uit in de kleinere Merkur Arena te Lübbecke, van een andere handbalclub uit hetzelfde Kreis, TuS Nettelstedt-Lübbecke en moet samen met stadsbestuur en Kreisbestuur op zoek naar een structurele oplossing voor de langere termijn. Trainingen en de wedstrijden van de jongeren- en andere teams kunnen blijven doorgaan in de sporthal van Dankersen, waar evenwel maar maximum 400 toeschouwers plaats vinden.